# 1749 a tudományban
Az 1749. év a tudományban és a technikában.

## Díjak
- Copley-érem: John Harrison

## Születések
- március 23. – Pierre-Simon de Laplace, matematikus († 1827)
- május 17. – Edward Jenner, a vakcinálás felfedezője († 1823)
- szeptember 25. – Abraham Gottlob Werner, geológus († 1817)
- november 17. – Nicolas Appert, az ételkonzerválás úttörője († 1841)

## Halálozások
- szeptember 10. – Emilie du Chatelet, matematikus és fizikus (* 1706)